# كلايترونيكس
كلايترونيكس هو مفهوم مستقبلي مجرد يجمع بين الروبوتات النانوية وعلم الحاسب من أجل صنع أجهزة حاسوب فردية بحجم نانومتر تسمى ذرات كلايترونية، أو كاتومز(catoms)، التي يمكنها أن تتفاعل مع بعضها لتشكل أشياء مادية ملموسة ثلاثية الأبعاد يمكن للمستخدم أن يتفاعل معها. يشار إلى هذه الفكرة بشكل أوسع بأنها مواد قابلة للبرمجة. تمتلك الكلايترونيكس القدرة على التأثير بشكل كبير على العديد من مجالات الحياة اليومية، مثل الاتصالات السلكية واللاسلكية، والواجهات بين أجهزة الحواسيب والإنسان، والترفيه.

## الأبحاث الحالية
كشفت الأبحاث الحالية عن قدرات الروبوتات النموذجية القابلة لإعادة التشكيل والبرمجيات المعقدة الضرورية للتحكم بروبوتات «تغيير الشكل». «المسندات الموزعة محليًا أو إل دي بّي هي لغة موزعة عالية المستوى لبرمجة أنظمة الروبوتات النموذجية القابلة لإعادة التشكيل(MRRs)». هناك العديد من التحديات المرتبطة ببرمجة عدد كبير من الأنظمة النموذجية المنفصلة  والتحكم بها وذلك تبعًا لدرجة الاستقلالية التي تتوافق مع كل نموذج. على سبيل المثال، قد تتطلب عملية إعادة التشكيل من صيغة إلى صيغة أخرى شبيهه بها خوارزمية معقدة من الحركات تتحكم بها سلسلة معقدة من التعليمات على الرغم من الاختلاف البسيط بين الشكلين.
في عام 2005، كانت الجهود البحثية لتطوير مفهوم المعدّات ناجحة على مقياس الميليمترات، وذلك من خلال إنشاء نماذج أولية إسطوانية قطرها 44 ميليمتر تتفاعل مع بعضها عن طريق الجذب المغناطيسي. ساعدت تجاربهم الباحثين في التحقق من العلاقة بين الكتلة والقوة المحتملة بين المواد مثل حالة «تخفيض عشرة أضعاف في الحجم ]الذي[ يجب أن يؤدي إلى زيادة مئة ضعف في القوة بالنسبة للكتلة». التطورات الحديثة في هذا المفهوم النموذجي هي في شكل روبوتات اسطوانية قطرها واحد ميليمتر مركبة على فيلم رقيق عن طريق عملية الطباعة الضوئية ويمكن لها أن تتعاون مع بعضها باستخدام برمجية معقدة يمكن أن تتحكم بالجذب الكهرومغناطيسي والتنافر بين الوحدات.
اليوم، تجري الأبحاث والتجارب المكثفة على كلايترونيكس في جامعة كارنيغي ميلون في بيتسبيرغ، بنسلافينيا، من قبل فريق من الباحثين يتألف من الأساتذة تود سي. موري، وسيث غولدشتين، والطلاب الجامعيين وطلاب الدراسات العليا، وباحثين من مختبرات إنتل بيتسبرغ.

## المعدات
تكمن قوة المواد القابلة للبرمجة في المعدات الفعلية التي تغير في نفسها إلى الشكل المطلوب. تتألف كلايترونيكس من مجموعة من المكونات الفردية تدعى ذرات كلايترونية أو كاتومز(catoms). لكي تصبح الكاتومز قابلة للتطبيق، يجب أن تحقق مجموعة من المعايير. أولًا، يجب أن تكون الكاتومز قادرة على الحركة في ثلاثة أبعاد متناسبة مع بعضها وأن تكون قادرة أن تتحد مع بعضها لتكون شكلًا ثلاثي الأبعاد. ثانيًا، يجب أن تكون الكاتومز قادرة على الاتصال مع بعضها في مجموعة وأن تكون قادرة على حساب معلومات الحالة، وذلك بمساعدة بعضها البعض. تتألف الكاتومز بشكل أساسي من وحدة معالجة مركزية، وجهاز شبكة من أجل الاتصال، وشاشة عرض ببكسل واحد، وعدة مستشعرات، وبطارية مركّبة، ووسائل لجعلها تتماسك مع بعضها البعض.

### الكاتومز الحالية
طور الباحثون في جامعة كارنيغي ميلون نماذج أولية متعددة من الكاتومز. تتنوع هذه النماذج من المكعبات الصغيرة إلى بالونات الهليوم العملاقة. النموذج الذي يشبه ما يأمل المطورون أن تتحول إليه الكاتومز هو الكاتوم المسطح.]بحاجة مصدر[ تأخذ هذه النماذج شكلًا اسطوانيًا بقطر 44 ميليمتر. هذه الإسطوانات مجهزة ب24 مغناطيس كهربائي مرتبة في سلسلة من الحلقات المكدسة على طول محيط الإسطوانة. تتحقق الحركة عندما تتعاون الكاتومز مع بعضها في تمكين وتعطيل المغانط كي تتدحرج على سطح بعضها البعض. يتم تنشيط مغناطيس واحد على كل كاتوم في لحظة واحدة. هذه النماذج الأولية قادرة على إعادة تشكيل نفسها بسرعة كبيرة، من خلال فك ارتباط وحدتين، ثم الحركة إلى نقطة اتصال أخرى، ثم إعادة الارتباط مستغرقة تقريبًا مدة 100 ميلي ثانية فقط. تزوّد الكاتومز بالطاقة باستخدام أقدام التقاط في أسفل الاسطوانة. توفر شرائط التوصيل على الطاولة الطاقة اللازمة.

### التصميم المستقبلي
في التصميم الحالي، الكاتومز قادرة فقط على الحركة في بعدين متناسبين مع بعضهما البعض. المطلوب من الكاتومز المستقبلية هو أن تتحرك في ثلاثة أبعاد متناسبة مع بعضها. هدف الباحثين هو تطوير مقياس كاتوم ميليمتري لا يحوي أجزاء متحركة، للسماح بقابلية التصنيع الشامل. ملايين من هذه الروبوتات الصغيرة ستكون قادرة على نشر لون متغير وضوء كثيف، مؤديةً لتجسيد مادي ديناميكي. تحول هدف التصميم إلى إنشاء كاتومز تكون بسيطة بشكل كاف لتعمل كجزء من مجموعة فقط، مع العلم أن المجموعة بأكملها ستؤدي عملها بشكل أفضل.
نظرًا لتقليص حجم الكاتومز، فإن البطارية المركبة الكافية لتزويدها بالطاقة ستتجاوز حجم الكاتوم نفسه، وبالتالي فإن هناك حاجة إلى حل بديل للطاقة. تُجرى الأبحاث من أجل تغذية جميع الكاتومز في مجموعة، باستخدام الاتصال بين كاتوم وكاتوم آخر كوسيلة لنقل الطاقة. أحد الاحتمالات التي يجري استكشافها هي استخدام طاولة خاصة بالأقطاب الكهربائية السالبة والموجبة وتحويل الطاقة داخليًا عبر الكاتومز، من خلال «أسلاك افتراضية».
أحد أكبر التحديات الأخرى للتصميم هو تطوير موصل أحادي الجنس للكاتومز من أجل الحفاظ على زمن إعادة التشكيل في حده الأدنى. يمكن أن تكون الألياف النانوية أحد الحلول المحتملة لهذا التحدي. تسمح الألياف النانوية بالالتصاق الكبير على مقياس صغير وتجعل استهلاك الطاقة بالحد الأدنى عندما تكون الكاتومز في حالة الراحة(التوقف).